# Otomi du Nord-Ouest
L’otomi du Nord-Ouest est une langue otomie parlée dans  les États d’Hidalgo, de Mexico et de Querétaro au Mexique.